# 佐賀県道42号小城牛津線
佐賀県道42号小城牛津線（さがけんどう42ごう おぎうしづせん）は、佐賀県小城市を通る県道（主要地方道）である。

## 概要
小城市小城町から小城市牛津町柿樋瀬に至る。

### 路線データ
- 起点：佐賀県小城市小城町（下町交差点、国道203号・佐賀県道48号佐賀外環状線交点）
- 終点：佐賀県小城市牛津町柿樋瀬（江津交差点、国道207号交点、佐賀県道226号牛津停車場線終点）

## 歴史
- 1993年（平成5年）5月11日 - 建設省から、県道小城牛津線が小城牛津線として主要地方道に指定される[1]。

## 路線状況

### 別名
- 小城本町通り（小城町小城本町） - 沿道の建物を和風作りで統一する建築協定が結ばれている[2]。

### 重複区間
- 佐賀県道212号川上牛津線（小城市三日月町石木・石木交差点 - 小城市牛津町柿樋瀬・小城消防署南交差点）

### 道路施設

#### 橋梁
- 中高橋（小城市）

## 地理

### 通過する自治体
- 小城市

### 交差する道路
| 交差する道路                                                                       | 交差する場所 | 交差する場所       |
| ---------------------------------------------------------------------------------- | ------------ | ------------------ |
| 国道203号 佐賀県道48号佐賀外環状線                                                 | 小城町       | 下町交差点 / 起点  |
| 佐賀県道212号川上牛津線 重複区間起点 佐賀県道332号多久牛津線 佐賀西部広域農道 重複 | 三日月町石木 | 石木交差点         |
| 国道34号 佐賀県道212号川上牛津線 重複区間終点                                      | 牛津町柿樋瀬 | 小城消防署南交差点 |
| 国道207号 佐賀県道226号牛津停車場線                                                | 牛津町柿樋瀬 | 江津交差点 / 終点  |

### 交差する鉄道
- 唐津線

### 沿線
- JR九州唐津線 小城駅
- 小城市立牛津小学校